# Lucama
Lucama is een plaats (town) in de Amerikaanse staat North Carolina, en valt bestuurlijk gezien onder Wilson County.

## Demografie
Bij de volkstelling in 2000 werd het aantal inwoners vastgesteld op 847.
In 2006 is het aantal inwoners door het United States Census Bureau geschat op 861, een stijging van 14 (1,7%).

## Geografie
Volgens het United States Census Bureau beslaat de plaats een oppervlakte van
1,5 km², geheel bestaande uit land. Lucama ligt op ongeveer 41 m boven zeeniveau.

## Plaatsen in de nabije omgeving
De onderstaande figuur toont nabijgelegen plaatsen in een straal van 16 km rond Lucama.